# Mekan Orazow
Mekan Dörtgulyýewiç Orazow (ur. 5 stycznia 1997) – turkmeński zapaśnik walczący w stylu wolnym. Brązowy medalista halowych igrzysk azjatyckich w 2017. Trzeci na mistrzostwach Azji juniorów w 2015 roku.